# Joseph Marie Diaz Sanjurjo

Joseph Marie Diaz Sanjurjo, en espagnol José María Díaz Sanjurjo (Né dans la Province de Lugo, Royaume d'Espagne, le 25 octobre 1818 - mort exécuté à Nam Dinh, Tonkin, le 20 juin 1857) est un religieux dominicain, missionnaire catholique espagnol du XIXe siècle devenu évêque dans le Tonkin (actuel Viêtnam) et considéré comme martyr par l'Église catholique. 

## Sa vie
Né dans une famille aisée et pratiquante en Galice, il fait ses études primaires et secondaires au petit séminaire de Lugo avant de s'inscrire à l'Université de Saint-Jacques-de-Compostelle, où il étudie la théologie et le droit. Malgré l'opposition de son père il demande finalement à entrer chez les dominicains le 24 septembre 1842. Une fois entré il est deux années plus tard destiné à la mission. Il embarque à Cadix pour les Philippines où il arrive après un long voyage de plus d'un an. Il est d'abord employé comme professeur à l'Université de Santo Tomas devenue l'Université royale depuis 1785 avant de devenir pontificale en 1902 avant de se porter volontaire pour la mission dans le Tonkin. Son souhait est exaucé. Il est envoyé au Vietnam, région où il arrive en septembre 1845.
Au Vietnam, il prend le nom de Đức Thầy An, s'efforce d'apprendre la langue locale et se lance dans une intense activité pastorale auprès des habitants locaux. Le 5 septembre 1848, il est nommé évêque titulaire de Plataea (de). En 1849, le Vicariat apostolique du Tonkin dont l'évêque était Jérôme Hermosilla et son coadjuteur Dominique Martí, est divisé en deux. Une partie reste sous la responsabilité de Jérôme Hermosilla tandis que pour l'autre Dominique Martí est nommé évêque et Joseph Marie Diaz Sanjurjo comme vicaire. Peu de temps après, Dominique Martí meurt et c'est Joseph Marie Diaz Sanjurjo qui devient alors évêque à sa place.
La charge d'évêque pour Joseph Marie Diaz Sanjurjo sera loin d'être facile. L'hostilité des autorités et de l'empereur Tu Duc à l'égard des missionnaires et des catholiques allant grandissante. Il est finalement arrêté le 21 mai 1856 à sa résidence de Bui-Chu. Il est emprisonné de long mois avant d'être jugé sommairement et condamné à mort. Il est décapité.
En réponse à son exécution et à celle d'autres missionnaires, la France effectue ses premières incursions militaires au Vietnam, qui marquent le début de la colonisation française de la région.

## Vénération
Joseph Marie Diaz Sanjurjo fut béatifié en 1951 par le pape Pie XII et canonisé par le pape Jean-Paul II le 20 juin 1988. Il fait partie de la liste des dits 117 martyrs de Viêtnam. Il est fêté le 20 juillet.